# Ruisseau de Jauzou
Le ruisseau de Jauzou est une rivière du sud de la France. C'est un affluent du ruisseau de Caussels sous-affluent du Tarn en rive gauche, donc un sous-affluent de la Garonne.

## Géographie
De 10,7 km de longueur, le ruisseau de Jauzou prend sa source commune de Fréjairolles sous le nom ruisseau de Lèzert et se jette dans le ruisseau de Caussels en rive gauche en plein centre d'Albi près du cimetière des Planques.

### Communes et cantons traversés
- Tarn : Fréjairolles, Puygouzon, Albi.

## Principaux affluents
- Ruisseau de Fonvialane : 3,8 km